# Kantatie 63
La Kantatie 63 (in svedese Stamväg 63) è una strada principale finlandese. Ha inizio a Kauhava e si dirige verso nord, dove si conclude dopo 169 km nei pressi di Ylivieska.

## Percorso
La Kantatie 63 attraversa i comuni di Evijärvi, Kruunupyy, Kaustinen, Kokkola, Toholampi, Sievi, Ylivieska e nuovamente Sievi.